# 勝利管道
勝利油氣管道控股有限公司，簡稱勝利油氣管道控股、勝利油氣管道，以及勝利管道（英語：Shengli Oil & Gas Pipe Holdings Limited，港交所：1080），在1972年由當時國家石油部設立前身為「勝利油田油建指揮部製管廠」（簡稱勝利管廠及勝利鋼管）。
而業務是為國內提供运送（其中包括）原油、成品油及天然气产品的 SSAW 焊管的设计、制造、防腐加工和服务。現時由閆唐鋒（非執行董事長）和张必壮（首席執行官）主理。招股價為2.2港元，發行股份為720,000,000股，集資額為1,584,000,000港元，股份在2009年12月18日於香港交易所主板上市。
而總部位於中国山东省淄博市张店区中埠镇，以及香港中环皇后大道中183号中远大厦23楼2310室。

## 連結
- SLOGP.com （页面存档备份，存于）
- 胜利管道改制历程